# Championnat de Curaçao de football 2014
Navigation
Saison précédente Saison suivante
La saison 2014 du Championnat de Curaçao de football est la quatrième édition de la Sekshon Pagá, le championnat de première division à Curaçao. Les dix meilleures équipes de l'île sont regroupées au sein d’une poule unique où elles s’affrontent au cours de plusieurs phases, avec des qualifications successives, jusqu'à la finale nationale. En fin de saison, le dernier du classement doit disputer un barrage de promotion-relégation face au champion de deuxième division.
C'est le CSD Barber, qui est sacré cette saison après avoir battu le double tenant du titre, le RKSV Centro Dominguito en finale. Il s’agit du sixième titre de champion de Curaçao de l’histoire du club.

## Les clubs participants
- SV Hubentut Fortuna
- UD Banda Abou
- CSD Barber
- RKSV Centro Dominguito
- CRKSV Jong Holland
- VESTA Willemstad
- CRKSV Jong Colombia
- RKVFC Sithoc
- SV Victory Boys
- Sport Unie Brion-Trappers

## Compétition
Le barème utilisé pour établir le classement est le suivant :
- Victoire : 3 points
- Match nul : 1 point
- Défaite : 0 point

### Saison régulière
| Rang | Équipe                    | Pts | J  | G  | N | P  | Bp | Bc | Diff |
| ---- | ------------------------- | --- | -- | -- | - | -- | -- | -- | ---- |
| 1    | CSD Barber                | 39  | 18 | 12 | 3 | 3  | 48 | 24 | +24  |
| 2    | RKSV Centro DominguitoT   | 38  | 18 | 11 | 5 | 2  | 47 | 18 | +29  |
| 3    | UD Banda Abou             | 33  | 18 | 9  | 6 | 3  | 36 | 20 | +16  |
| 4    | CRKSV Jong Holland        | 31  | 18 | 9  | 4 | 5  | 29 | 21 | +8   |
| 5    | Sport Unie Brion-Trappers | 29  | 18 | 8  | 5 | 5  | 23 | 18 | +5   |
| 6    | SV Victory Boys           | 25  | 18 | 7  | 4 | 7  | 25 | 16 | +9   |
| 7    | SV Hubentut Fortuna       | 16  | 18 | 4  | 4 | 10 | 18 | 41 | -23  |
| 8    | RKVFC Sithoc              | 14  | 18 | 3  | 5 | 10 | 21 | 30 | -9   |
| 9    | CRKSV Jong Colombia       | 12  | 18 | 3  | 3 | 12 | 14 | 40 | -26  |
| 10   | VESTA Willemstad          | 12  | 18 | 3  | 3 | 12 | 12 | 45 | -33  |

|  | Qualification pour le Kaya 6                     |
|  | Participation au barrage de promotion-relégation |
|  | T : Tenant du titre                              |

### Kaya 6
| Rang | Équipe                    | Pts | J | G | N | P | Bp | Bc | Diff |  | Résultats (▼ dom., ► ext.) | Dom | Und | Bar | Hol | Vic | Bri |
| ---- | ------------------------- | --- | - | - | - | - | -- | -- | ---- |  | -------------------------- | --- | --- | --- | --- | --- | --- |
| 1    | RKSV Centro DominguitoT   | 13  | 5 | 4 | 1 | 0 | 10 | 2  | +8   |  | RKSV Centro DominguitoT    |     | 1-0 | 2-0 | 1-1 | 2-0 | 4-1 |
| 2    | UD Banda Abou             | 10  | 5 | 3 | 1 | 1 | 7  | 2  | +5   |  | UD Banda Abou              |     |     | 2-0 | 0-0 | 4-1 | 1-0 |
| 3    | CSD Barber                | 7   | 5 | 2 | 1 | 2 | 8  | 8  | 0    |  | CSD Barber                 |     |     |     | 3-1 | 3-3 | 2-0 |
| 4    | CRKSV Jong Holland        | 6   | 5 | 1 | 3 | 1 | 9  | 8  | +1   |  | CRKSV Jong Holland         |     |     |     |     | 3-3 | 4-1 |
| 5    | SV Victory Boys           | 5   | 5 | 1 | 2 | 2 | 9  | 13 | -4   |  | SV Victory Boys            |     |     |     |     |     | 2-1 |
| 6    | Sport Unie Brion-Trappers | 0   | 5 | 0 | 0 | 5 | 3  | 13 | -10  |  | Sport Unie Brion-Trappers  |     |     |     |     |     |     |

|  | Qualification pour le Kaya 4 |
|  | T : Tenant du titre          |

### Kaya 4
| Rang | Équipe                  | Pts | J | G | N | P | Bp | Bc | Diff |  | Résultats (▼ dom., ► ext.) | Dom | Bar | Und | Hol |
| ---- | ----------------------- | --- | - | - | - | - | -- | -- | ---- |  | -------------------------- | --- | --- | --- | --- |
| 1    | RKSV Centro DominguitoT | 6   | 3 | 2 | 0 | 1 | 8  | 4  | +4   |  | RKSV Centro DominguitoT    |     | 1-2 | 2-1 | 5-1 |
| 2    | CSD Barber              | 6   | 3 | 2 | 0 | 1 | 4  | 4  | 0    |  | CSD Barber                 |     |     | 1-3 | 1-0 |
| 3    | UD Banda Abou           | 3   | 3 | 1 | 0 | 2 | 5  | 5  | 0    |  | UD Banda Abou              |     |     |     | 1-2 |
| 4    | CRKSV Jong Holland      | 3   | 3 | 1 | 0 | 2 | 3  | 7  | -4   |  | CRKSV Jong Holland         |     |     |     |     |

|  | Qualification pour la finale nationale |
|  | T : Tenant du titre                    |

### Finale nationale
| 7 décembre 2014 | RKSV Centro Dominguito | 0 - 1 | CSD Barber        |  |
|                 |                        |       | Ruensley Leuteria |  |

### Barrage de promotion-relégation
Le 10e de Sekshon Pagá, le VESTA Willemstad affronte le champion de deuxième division, le RKSV Scherpenheuvel en barrage pour attribuer la dernière place en première division la saison prochaine.
| Équipe 1                 | Résultat | Équipe 2         | Aller | Retour |
| ------------------------ | -------- | ---------------- | ----- | ------ |
| RKSV Scherpenheuvel (D2) | 3 - 1    | VESTA Willemstad | 1 - 0 | 2 - 1  |

- Le RKSV Scherpenheuvel prend la place du VESTA Willemstad en première division.

## Bilan de la saison
| Championnat de Curaçao de football 2014 |                       |
| Champion                                | CSD Barber (6e titre) |
| Qualifications continentales            |                       |
| CFU Club Championship 2015              | Aucun                 |
| Promotions et relégations               |                       |
| Promus en Sekshon Pagá                  | RKSV Scherpenheuvel   |
| Relégués en Sekshon Amatùr              | VESTA Willemstad      |